# Juanjo Menéndez
Juanjo Menéndez (Madrid, 16 de maig de 1929 – Madrid, 7 de novembre de 2003) va ser un actor espanyol.

## Teatre
Els seus primers contactes amb el món de la interpretació es produïxen a través del Teatre Espanyol Universitari al mateix temps que cursa estudis de Dret. En aquesta etapa com a actor aficionat debuta sobre l'escenari i participa, de la mà de Gustavo Pérez Puig en l'estrena de Tres barrets de copa alta, l'obra mestra de Miguel Mihura. Més tard feria Escuadra hacia la muerte, de Alfonso Sastre, amb Agustín González i Adolfo Marsillach.
Abans de finalitzar la carrera abandona les aules per a dedicar-se plenament al teatre, ingressant primer en la Companyia de Amparo Rivelles i més endavant en la del Teatre Nacional Maria Guerrero, on interpreta Una bomba llamada Abelardo, L'alondra, de Jean Anouilh, sota la direcció de José Tamayo i compartint escenari amb Mary Carrillo i Sis personatges a la recerca d'autor, de Luigi Pirandello.
El 1959 aconsegueix formar la seva pròpia Companyia en els anys següents es consolida com un dels actors còmics més destacats del teatre espanyol de l'època.
En els seus últims anys es va dedicar també a la direcció d'escena en obres com a Salvese quien pueda (1983), No corran, que es peor (1984) o La otra orilla (1995). Va Continuar treballant fins a 1999, amb motiu de l'avanç de la malaltia d'Alzheimer que patia.
Altres obres interpretades per ell van ser:
- Violines y trompetas (1977).
- Las divinas (1978).
- Nunca es tarde si la noche es buena (1982).
- La movida (1983).
- Vente a Sinapia (1983).
- Divinas palabras (1986).
- El sí de las niñas (1988).
- Ocúpate de Amelia (1988).
- El viejo y la niña (1989).
- Cuéntalo tú, que tienes más gracia (1989).
- Retorno al hogar (1994).
- Los tres etcéteras de don Simón (1997).

## Cinema
En cinema debuta en 1953 amb Maldición Gitana, de Jerónimo Mihura. No obstant això no serà fins a la dècada dels seixanta quan aconsegueixi la seva màxima popularitat, en un temps en què arribà a intervenir en prop de deu pel·lícules a l'any. Gairebé sempre en pel·lícules còmiques, no obstant això, també se'l va poder veure en papers amb un important registre dramàtic.

### Filmografia (selecció)
- Marcelino pan y vino (1955).
- Historias de la radio (1955).
- Susana y yo (1957).
- La venganza de Don Mendo (1960).
- Una chica casi formal (1963).
- Un millón en la basura (1967).
- Sor Citroën (1967).
- Novios 68 (1967).
- ¿Por qué pecamos a los cuarenta? (1969).
- El taxi de los conflictos (1969).
- Tristana (1970).
- Manolo, la nuit (1973).
- La loca historia de los tres mosqueteros (1983).
- ¿De qué se ríen las mujeres? (1997).

## Televisió
Va ser igualment un dels actors habituals en la televisió dels anys seixanta i setanta, i va estar present en Televisió espanyola des dels seus inicis, encara que ja comptava amb l'experiència prèvia d'haver format part del quadre d'actors de Ràdio Nacional d'Espanya, on havia ingressat en 1951 amb l'obra Yo, Eva, de Alfonso Paso.
Les seves actuacions a Estudio 1 van ser bastant habituals. En 1967 protagonitza la sèrie Angelino Pastor i entre 1972 i 1973 després el gran èxit que va ser Historias de Juan Espanyol. Després vindria el seu aparellament artístic amb Jesús Puente, amb el qual interpreta diversos espais humorístics en el programa 625 líneas (1979) i amb el qual protagonitza la sèrie El español y los siete pecados capitales (1980).
Després vindrien intervencions en les sèries El jardín de Venus (1984), de José María Forqué i Compuesta y sin novio (1994), amb Lina Morgan. A més i durant un temps, també va provar sort com a presentador en el programa d'Antena 3, J.M. presenta (1990).

### Trajectòria en TV
- Casa para dos (1995)
- Compuesta y sin novio (1994)
- Vecinos (1994)
- J.M. presenta (1990)
- Primera función
  - Las manos son inocentes (18 Mayo 1989)
- El Baile (1985)
- Ninette y un señor de Murcia (1984)
- El jardín de Venus (1983)
- El español y los siete pecados capitales (1980)
- 625 líneas (1979)
- Historias de Juan Español (1972)
- Juegos para Mayores
  - Una mañana (25 Enero 1971)
  - La llave (15 Febrero 1971)
- Al filo de lo imposible
  - El secuestro (27 Junio 1970)
  - El rescate (4 Julio 1970)
- Angelino Pastor (1967)
- Estudio 1
  - El pez en el agua (9 Marzo 1966)
  - Una doncella francesa (3 Agosto 1966)
  - Don Juan Tenorio (2 Noviembre 1966)
  - Las señoras primero (11 Enero 1967)
  - El castigo de la miseria (1 Enero 1972)
  - El lindo Don Diego (13 Julio 1973)
- Tiempo y hora
  - Algunos vuelven (13 Febrero 1966)
  - El Príncipe Ernesto (5 Junio 1966)
- El tercer rombo
  - Morir juntos (25 Enero 1966)
- Novela
  - El último encuentro (23 Marzo 1964)
- Historias de mi barrio
  - El sereno somnoliento (4 Marzo 1964)
- Primera fila
  - Arsénico y encaje antiguo (4 Febrero 1964)
  - Con la vida del otro (15 Abril 1964)
  - La vida en un bloc (17 Marzo 1965)
- Gran teatro
  - Don Juan Tenorio (27 Octubre 1963)
  - El amor de los cuatro coroneles (5 Abril 1964)

## Premis
- Premio Ondas (1966). Nacionals de televisió: Millor actor.
- TP d'Or (1972). Millor Actor per Historias de Juan Español.
- TP d'Or (1980): Personatge més popular per El español y los siete pecados capitales, amb Jesús Puente.
- TP d'Or (1985). Millor Actor per El Baile.
- Premio del Círculo de Escritores Cinematográficos (2001) al conjunt de la seva carrera.